# Godfried van Verdun
Godfried I van Verdun, bijgenaamd de Gevangene, (ca. 930- 3/4 september 998), was graaf van Verdun en had als markgraaf van Ename een belangrijke militaire en bestuurlijke rol in Neder-Lotharingen. Hij kreeg zijn bijnaam omdat hij tweemaal gedurende een langere tijd gevangene was door conflicten tussen Oost-Frankische Rijk en West-Francië.
Godfried werd in 963 graaf van Verdun en circa 973 ook markgraaf van Ename. In zijn eerste jaren hield hij zich vooral bezig met strijd tegen Reinier IV van Henegouwen en Lambert I van Leuven, die met Franse steun probeerden het erfdeel van hun vader te herwinnen. Hij werd voogd van Saint-Hubert en Mousson.
In 976 werd Godfried zwaargewond gevangengenomen in een strijd om het Graafschap Bergen, tegen Karel van Neder-Lotharingen. Karel zou kort daarna hertog van Neder-Lotharingen worden. Na te zijn vrijgelaten verdedigde Godfried in 979 Kamerijk en het Kamerijkse tegen Lotharius van Frankrijk en Otto I van Chiny. In 980 stuurde hij troepen om deel te nemen aan de Italiaanse veldtocht van keizer Otto II tegen de Saracenen.
In 984 werd Verdun bezet door Lotharius, maar Godfried wist met steun van Lotharingse edelen de stad te heroveren. Het succes was echter van korte duur en Godfried werd gevangengenomen toen Lotharius de stad opnieuw innam. Pas toen Hugo Capet, met wie Godfried een goede relatie had, in 987 tot koning van Frankrijk was gekozen, werd Godfried vrijgelaten - in ruil voor de overdracht van enkele goederen aan de graaf van Champagne. Twee jaar later werd Godfried opnieuw gevangengenomen, nu door Herbert III van Vermandois, die hem pas in 995 vrij liet. Datzelfde jaar nam Godfried nog deel aan de synode van Mousson.
Godfried is begraven in de Sint-Pietersabdij in Gent.
Godfried was een zoon van Gozelo van de Ardennen en Uda van Metz. Hij huwde kort na 962 met Mathilde van Saksen (937-1008), dochter van Herman Billung en weduwe van graaf Boudewijn III van Vlaanderen. Zij hadden de volgende kinderen:
- Adalbero (-Italië, 19 april 988), 984 benoemd tot bisschop van Verdun door zijn oom Adalbero van Reims die daarover in conflict kwam met koning Lotharius die niet om toestemming was gevraagd. Adalbero is begraven in de kathedraal van Verdun.
- Frederik (±970- Verdun, 6 januari 1022), graaf van Verdun
- Herman van Ename (- 28 mei 1029), graaf van Brabant en graaf van Verdun, hoogstwaarschijnlijk ook van het markgraafschap Ename
- Godfried de Kinderloze (- 26 september 1023), hertog van Neder-Lotharingen
- Gozelo I van Verdun (-1044), hertog van Neder- en Opper-Lotharingen
- Adela, gehuwd met graaf Godizo van Aspelt en Heimbach, graaf van de Luikgouw
- Ermgard (-1042), gehuwd met Otto van Hammerstein)
- Ermentrudis, gehuwd met heer Aarnoud van Florennes-Rumigny
- mogelijk Regelinde, gehuwd met Arnold van Wels en Lambach
- mogelijk Gerberga, gehuwd met graaf Folmar IV van Metz

Daarnaast is bekend dat Rudolf, abt van Saint-Germain de Montfaucon te Cernay-en-Dormois, een neef van Adalbero was. Dit suggereert de mogelijkheid van nog een zoon of dochter van Godfried en Mathilde.

## Voorouders
| Voorouders van Godfried van Verdun | Voorouders van Godfried van Verdun                                         | Voorouders van Godfried van Verdun                                         | Voorouders van Godfried van Verdun                                         | Voorouders van Godfried van Verdun                                         | Voorouders van Godfried van Verdun                             | Voorouders van Godfried van Verdun                             | Voorouders van Godfried van Verdun                             | Voorouders van Godfried van Verdun                             |
| ---------------------------------- | -------------------------------------------------------------------------- | -------------------------------------------------------------------------- | -------------------------------------------------------------------------- | -------------------------------------------------------------------------- | -------------------------------------------------------------- | -------------------------------------------------------------- | -------------------------------------------------------------- | -------------------------------------------------------------- |
| Overgrootouders                    | Odacar (ca. 850 - na 901) ∞ ? (-)                                          | Odacar (ca. 850 - na 901) ∞ ? (-)                                          | ? (-) ∞ 900 Irmintrud (-)                                                  | ? (-) ∞ 900 Irmintrud (-)                                                  | Adelhard van Metz (ca. 850 - 2 januari 890) ∞ ? (–)            | Adelhard van Metz (ca. 850 - 2 januari 890) ∞ ? (–)            | Otto I van Saksen (850-912) ∞ Hedwig van Babenberg (856-903)   | Otto I van Saksen (850-912) ∞ Hedwig van Babenberg (856-903)   |
| Grootouders                        | Wigerik (886-tussen 916-919) ∞ Kunigunde van de Ardennen (ca. 890-ca. 940) | Wigerik (886-tussen 916-919) ∞ Kunigunde van de Ardennen (ca. 890-ca. 940) | Wigerik (886-tussen 916-919) ∞ Kunigunde van de Ardennen (ca. 890-ca. 940) | Wigerik (886-tussen 916-919) ∞ Kunigunde van de Ardennen (ca. 890-ca. 940) | Gerard van de Metzgau (875-910) ∞ 900 Oda van Saksen (884-952) | Gerard van de Metzgau (875-910) ∞ 900 Oda van Saksen (884-952) | Gerard van de Metzgau (875-910) ∞ 900 Oda van Saksen (884-952) | Gerard van de Metzgau (875-910) ∞ 900 Oda van Saksen (884-952) |
| Ouders                             | Gozelo (911–943) ∞ Uda van Metz (910-963)                                  | Gozelo (911–943) ∞ Uda van Metz (910-963)                                  | Gozelo (911–943) ∞ Uda van Metz (910-963)                                  | Gozelo (911–943) ∞ Uda van Metz (910-963)                                  | Gozelo (911–943) ∞ Uda van Metz (910-963)                      | Gozelo (911–943) ∞ Uda van Metz (910-963)                      | Gozelo (911–943) ∞ Uda van Metz (910-963)                      | Gozelo (911–943) ∞ Uda van Metz (910-963)                      |
| Godfried van Verdun (±930–1002)    |                                                                            |                                                                            |                                                                            |                                                                            |                                                                |                                                                |                                                                |                                                                |

## Bron
- Marcel Leroy, de geschiedenis van Bouillon.

- Gemeinsame Normdatei: 136200141
- Virtual International Authority File: 80586089